# Surinam na Letních olympijských hrách 1968
Surinam se účastnil Letní olympiády 1968 v Mexiku. Byla to první účast Surinamu na Olympijských hrách. Surinam zastupoval pouze jeden sportovec (muž).

## Seznam všech zúčastněných sportovců
| Číslo | Jméno        | Pohlaví | Věk | Sport    |
| ----- | ------------ | ------- | --- | -------- |
| 1     | Eddy Monsels | Muž     | 20  | Atletika |